# Берестинский, Михаил Исаакович
Михаил Исаакович Берестинский (28 апреля 1905, Смоленск, Смоленская губерния, Российская империя — 8 июня 1968, Москва, СССР) — советский сценарист, член Союза писателей СССР (1935—68).

## Биография
Родился 28 апреля 1905 года в Смоленске. После окончания средней школы поступил в рабфак, который вскоре окончил. Начиная с 1921 года начал писать сценарии к кинофильмам, из которых экранизированы 4. Всего за свою жизнь написал более 120 сценариев.
Скончался 8 июня 1968 года в Москве. Кремирован, урна с прахом захоронена в колумбарии Новодевичья кладбища

## Фильмография

### Сценарист
- 1942 — 
  - На зов матери (сюжет из киноальманаха Белорусские новеллы)
  - Пауки (новелла в Боевом киносборнике № 11)
- 1960 — Люблю тебя, жизнь!
- 1962 — Грешный ангел